# Hippopleurifera belizae
Hippopleurifera belizae är en mossdjursart som beskrevs av Winston 1984. Hippopleurifera belizae ingår i släktet Hippopleurifera och familjen Romancheinidae. Inga underarter finns listade i Catalogue of Life.